# Christina Liebherr
Christina Liebherr (Stuttgart, 16 de março de 1979) é uma ginete suíça, especialista em saltos. 

## Carreira
Christina Liebherr nasceu na Alemanha, porém, mudou para Bulle, Suiça com dois anos idade, representou seu país nos Jogos Olímpicos de 2004 e 2008, na qual conquistou a medalha de bronze nos saltos por equipe em 2008. 

## Cavalos
atuais:
- LB Callas Sitte (*1998), Zangersheide, Mare, Pai: Calvaro Z, Proprietário: Hans Liebherr
- LB Con Grazia CH (*2003), Mare, Pai: Con Spirito R, pai da mãe: Karondo v. Schlösslihof, Proprietário: Hans Liebherr

anteriores:
- LB No Mercy (*1995), Gelding, Pai: Libero H, Pai da mãe: Dillenburg, Proprietário: Hans Liebherr